# Sosius van Misenum

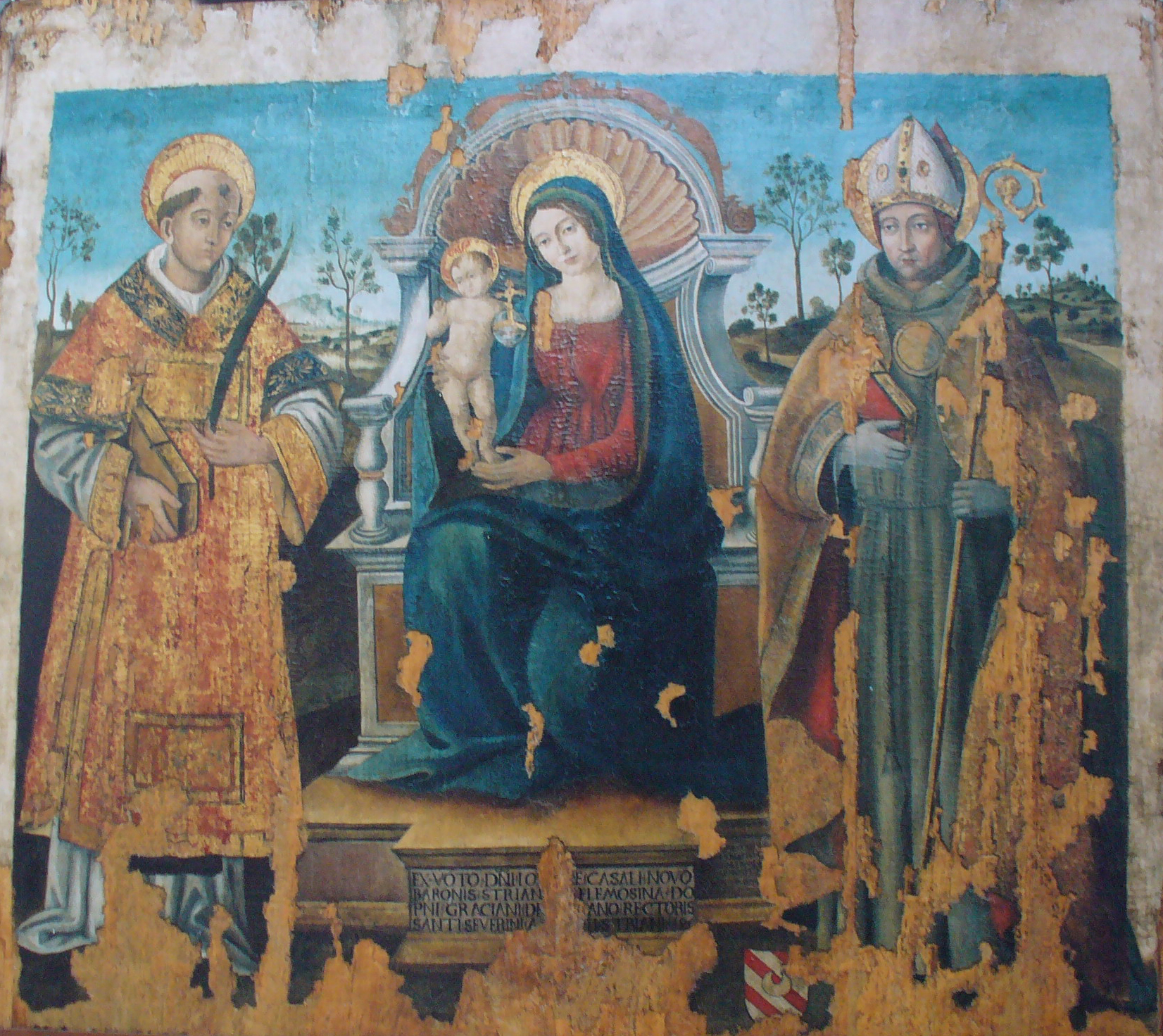
Links Sosius, midden Madonna met kind Jezus, rechts Severinus van Noricum (16e eeuw)

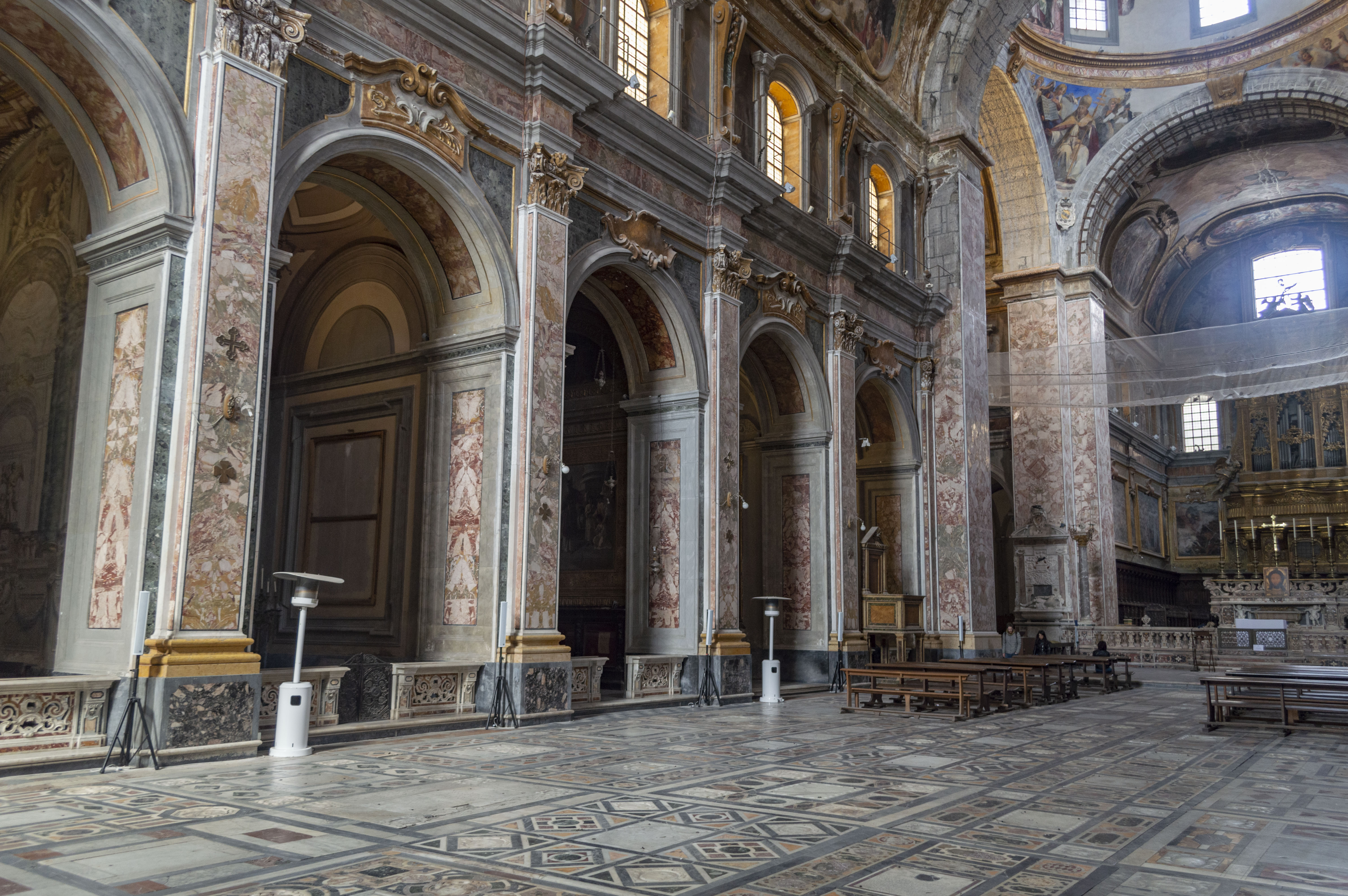
Abdijkerk van de heiligen Sosius en Severinus in Napels

Sosius (Miseno, 3e eeuw – Pozzuoli, 305) was een diaken en martelaar in het Romeinse Rijk. De heilige Sosius kende een verering in Campania, in Zuid-Italië. Zijn legende is verhaald in de Atti Bolognesi.

## Namen
- Sosius is de Latijnse naam en komt van het geslacht Sosius.
- Sossius of Sossus met een dubbele ‘s’ is de vorm in het Oskisch. Oskisch werd in Midden-Italië gesproken, onder meer in Campania waar hij woonde. In de tijd van Sosius was het Oskisch nochtans uitgestorven en vervangen door het Latijn.
- San Sossio: naam in het Italiaans.

## Legende
Sosius werkte voor de christengemeente van Misenum, in het Italiaans Miseno genoemd. Sosius had de wijding tot diaken ontvangen. Zijn christelijke ijver in Misenum was staatsgevaarlijk. De reden was dat de keizerlijke vloot haar basis had in Misenum en de heersende tetrachie onderdrukte elke subversie om een einde te maken aan de chaos van de soldatenkeizers. Bisschop Januarius van Benevento bracht een bezoek aan de christenen van Misenum en voorspelde hun dat Sosius zou sterven als martelaar (304).
Een jaar later troffen de christenvervolgingen door Diocletianus de havenstad Misenum (305). Sosius werd verklikt en opgepakt. Bisschop Januarius bracht samen met Desiderius en Festus een bezoek aan de gevangenis. Deze drie werden meteen ook opgesloten. Het gezelschap werd voor de wilde dieren gegooid in het amfitheater van Puteoli, in het Italiaans Pozzuoli. Volgens de legende wilden de wilde dieren de christenen niet verslinden. Soldaten brachten Sosius en zijn gezelschap daarom naar de gevangenis van Pozzuoli, nabij de vulkaan Solfatara. Daar werden ze een voor een onthoofd. 
Het lichaam van Sosius werd datzelfde jaar nog overgebracht naar een christelijk graf in Misenum. 

## Verering
In latere eeuwen vernielden Saracenen de haven van Miseno; relieken van Sosius werden overgebracht naar Frattamaggiore. Sosius werd als heilige aanbeden in Frattamaggiore. Benedictijnen vonden in de 10e eeuw andere relieken van Sosius en bewaarden deze in hun klooster gewijd aan Severinus van Noricum in Napels. De monniken aanbaden Sosius om hen te beschermen tegen de Saracenen. Het klooster kreeg een tweede beschermheilige naast Severinus van Noricum: Sosius van Miseno. Vanuit het klooster in Napels verspreidde de heiligenverering van Sosius zich over heel Campania. In 1807 schafte koning Jozef Bonaparte, koning van Napels, het klooster af. De relieken werden overgebracht naar het oude reliekschrijn in Frattamaggiore.
De gemeenten Frattamaggiore en San Sossio Baronia - naar hem genoemd - hebben Sosius als patroonheilige. Gelovigen aanroepen Sosius tegen allerlei kwalen aan de beenderen.